# Allobates alessandroi
Allobates alessandroi е вид земноводно от семейство Aromobatidae.

## Разпространение
Видът е разпространен в Перу.